# Noah De Ridder
Noah De Ridder (* 8. Oktober 2003) ist ein belgischer Fußballspieler, der bei KAA Gent unter Vertrag steht.

## Vereinskarriere
De Ridder durchlief ab seinem 8. Lebensjahr die Jugendausbildung bei der KAA Gent. Im November 2021 unterschrieb er seinen ersten Profivertrag bei diesem Verein. Zu diesem Zeitpunkt spielte er in der U 21-Mannschaft in einem separaten Nachwuchswettbewerb. Zur Saison 2022/23 rückte er in die U 23-Mannschaft auf, die zugleich ab dieser Saison am Spielbetrieb der 1. Division Amateure teilnimmt. Insgesamt kam er dort in dieser Saison auf 33 von 38 möglichen Ligaspielen. 
Am 11. September 2022 wurde er zudem in der ersten Mannschaft des Vereins in der Division 1A eingesetzt, als er beim 2:0-Sieg gegen den SV Zulte Waregem kurz vor Spielende für Alessio Castro-Montes eingewechselt wurde. Dies blieb für diese Saison bei seinem einzigen Einsatz für die erste Mannschaft.
In der Saison 2023/24 wird er wieder nur im Kader der U 23-Mannschaft aufgeführt.

## Nationalmannschaft
2020 bestritt er vier Freundschaftsspiele für die U 17-Nationalmannschaft.